# Gästgivaregårdar i Skåne

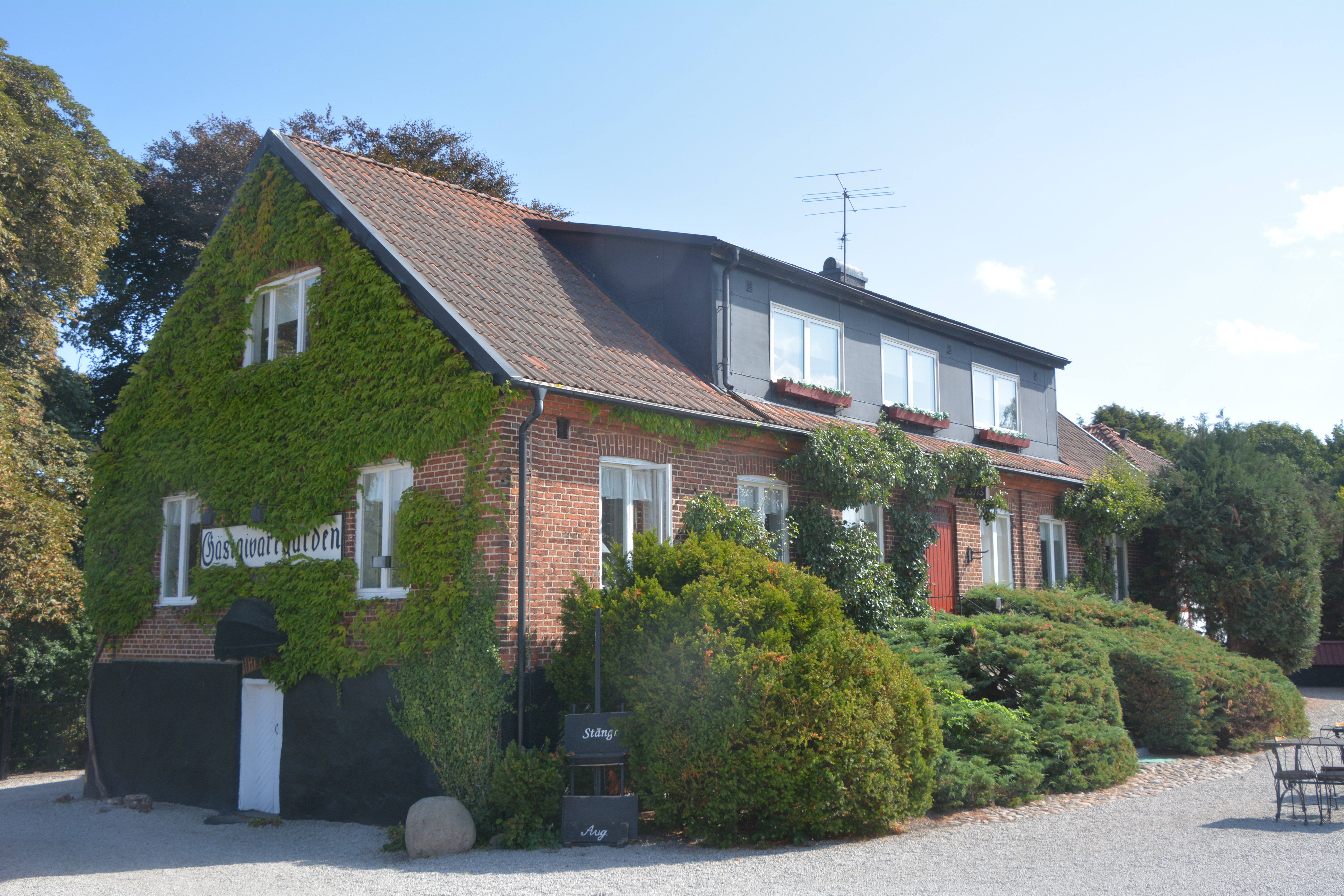
Hurva gästgivaregård

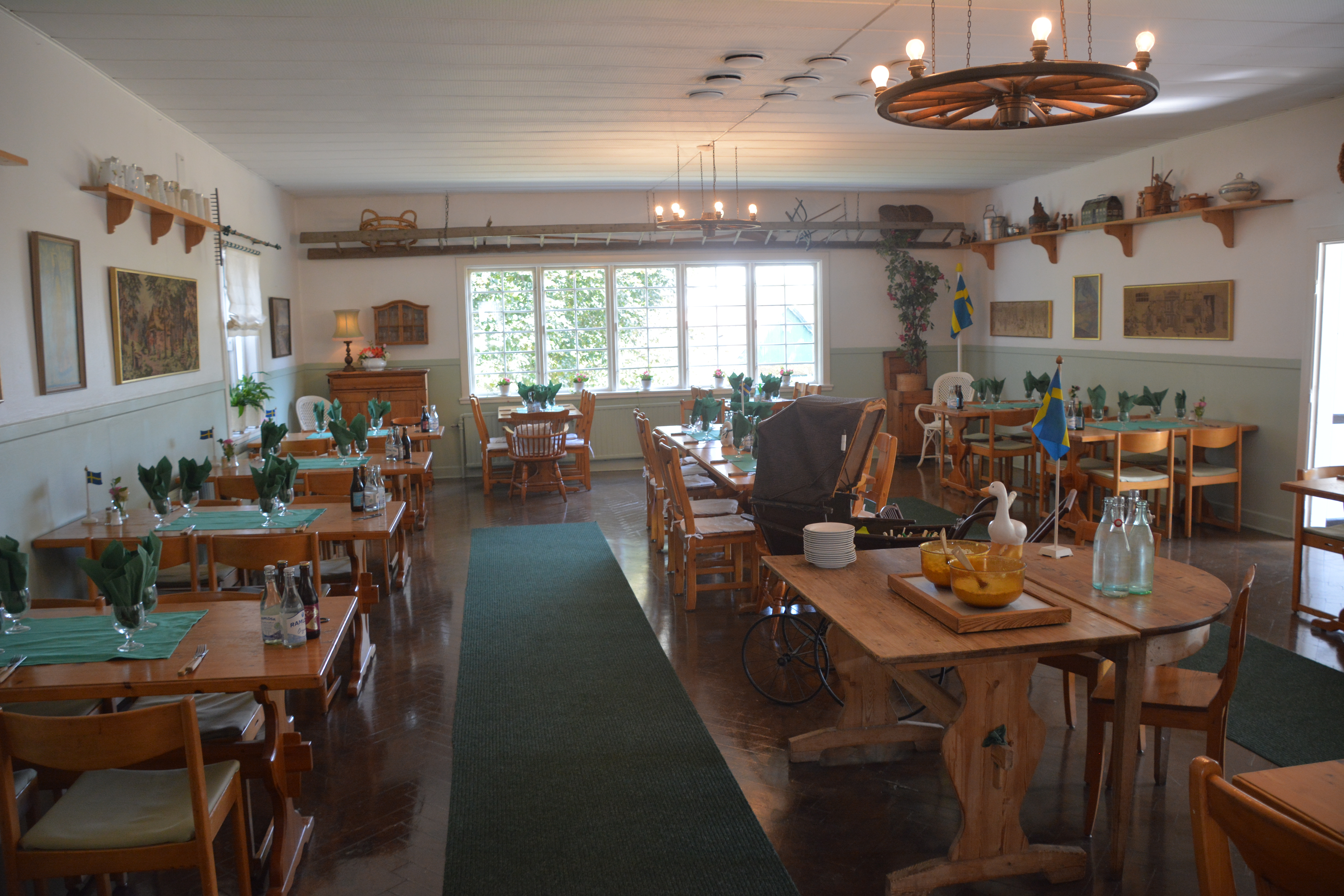
Hurva gästgivaregård, interiör

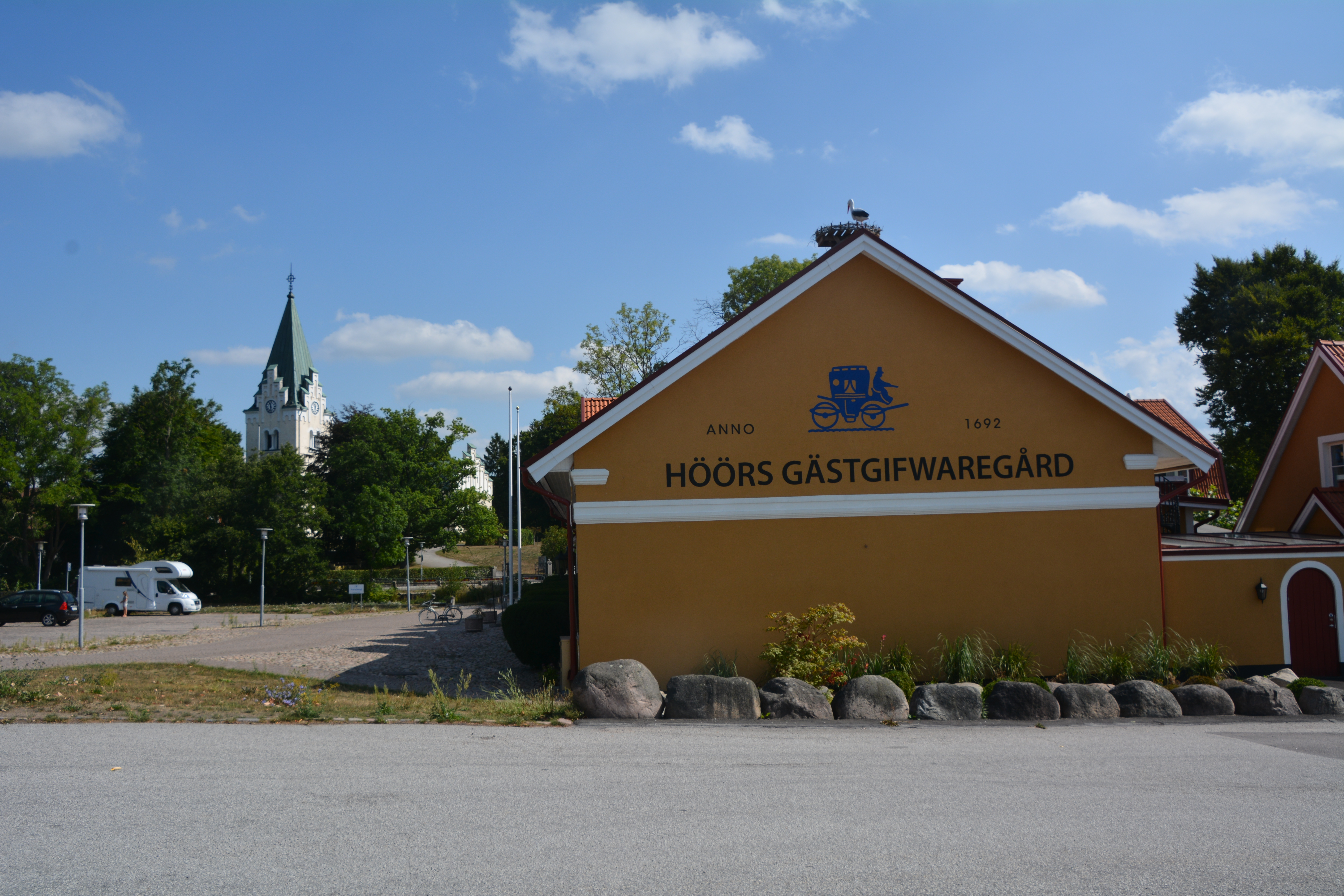
Höörs gästgivaregård

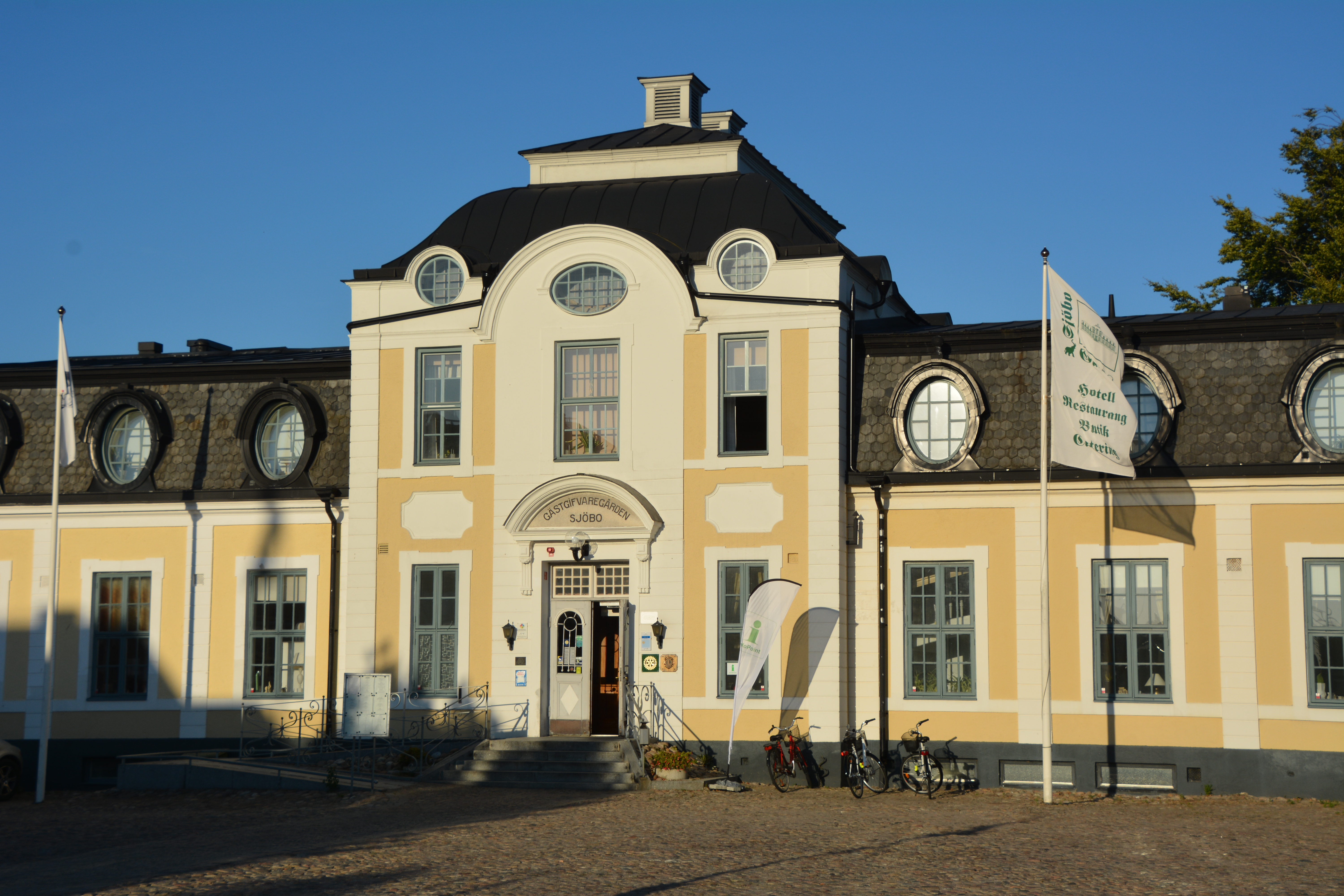
Sjöbo gästgivaregård

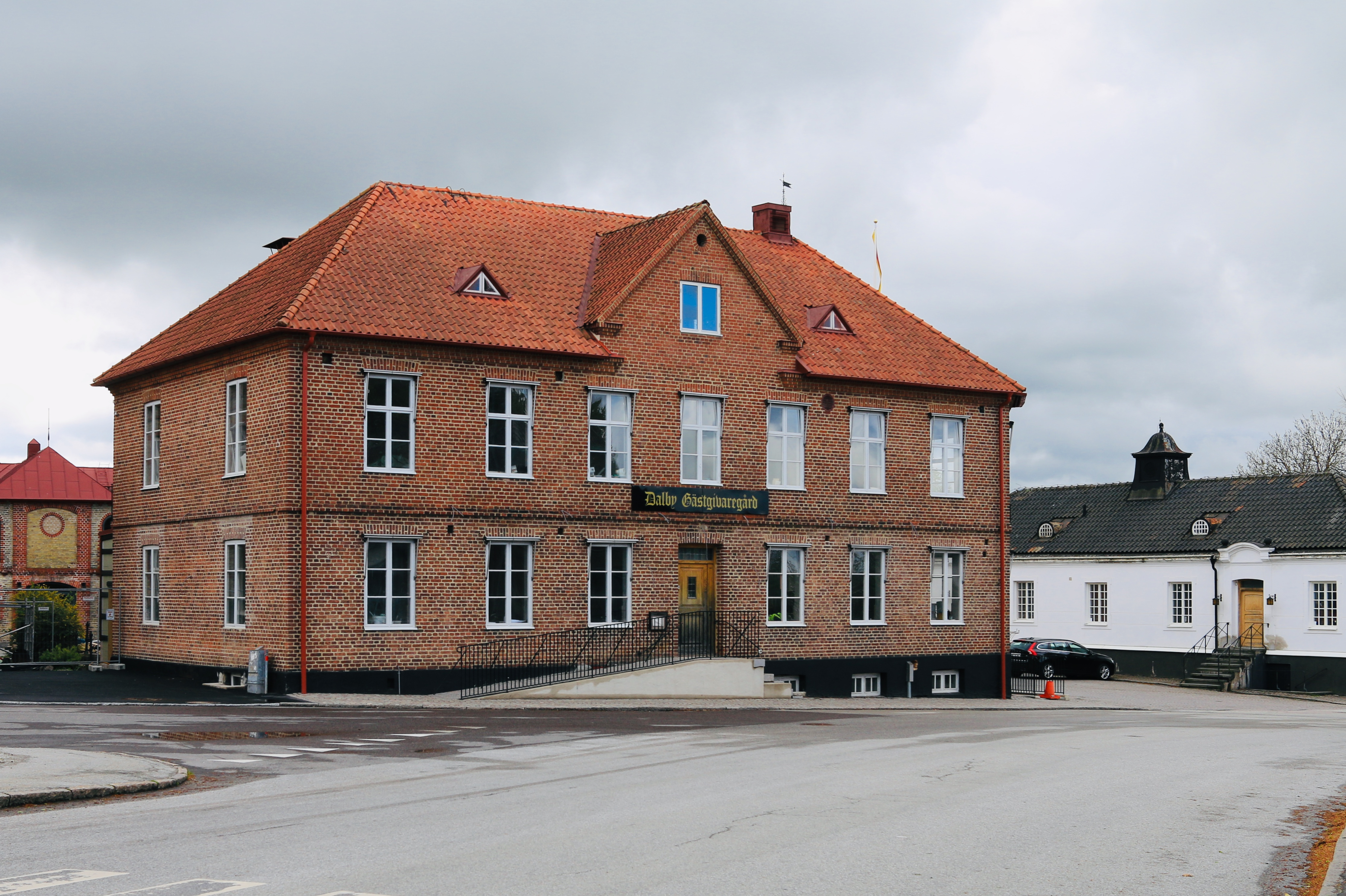
Dalby gästgivaregård

Gästgivaregårdar i Skåne har funnits sedan dansk tid. Den svenske generalguvernören över Skåne Rutger von Ascheberg beslöt på 1680-talet att gästgivaregårdarna skulle vara knutpunkter för posttrafiken och för de allmänna kommunikationerna, vilket gav dem en större roll än vad gästgivaregårdarna hade i det övriga Sverige vid denna tidpunkt. Gästgivarna i Skåne utsågs även senare av landshövdingen.
År 1718 hade Skåne 64 gästgivaregårdar. Av dessa fanns 32 kvar 1961 och 2017 fanns 15 kvar. 

## Gästgivaregårdar 2017
- Anderslövs gästgivaregård i Anderslöv 55°26′17″N 13°19′07″Ö / 55.43806°N 13.31861°Ö
- Broby gästgivaregård i Östra Göinge 56°15′17″N 14°04′37″Ö / 56.25472°N 14.07694°Ö
- Brösarps gästgivaregård i Brösarp 55°43′28″N 14°06′12″Ö / 55.72444°N 14.10333°Ö
- Hurva gästgivaregård i Hurva 55°47′34″N 13°26′10″Ö / 55.79278°N 13.43611°Ö
- Höörs gästgivaregård i Höör 55°55′49″N 13°32′55″Ö / 55.93028°N 13.54861°Ö
- Margretetorps gästgivaregård i Margretetorp 56°20′08″N 12°53′19″Ö / 56.33556°N 12.88861°Ö
- Röstånga gästgivaregård i Röstånga 56°00′03″N 13°17′23″Ö / 56.00083°N 13.28972°Ö
- Sjöbo gästgivaregård i Sjöbo 55°37′53″N 13°42′25″Ö / 55.63139°N 13.70694°Ö
- Skanörs gästgivaregård i Skanör 55°25′05″N 12°50′51″Ö / 55.41806°N 12.84750°Ö
- Skivarps gästgivaregård i Skivarp 55°25′23″N 13°34′01″Ö / 55.42306°N 13.56694°Ö
- Spångens gästgivaregård i Spången 56°4′29″N 13°15′36″Ö / 56.07472°N 13.26000°Ö
- Staffanstorps gästgivaregård i Staffanstorp 55°38′27″N 13°12′53″Ö / 55.64083°N 13.21472°Ö
- Tunneberga gästgivaregård i Tunneberga, Jonstorp 56°13′28″N 12°40′27″Ö / 56.22444°N 12.67417°Ö
- Vellinge gästgivaregård i Vellinge 55°28′12″N 13°01′05″Ö / 55.47000°N 13.01806°Ö
- Åhus gästgivaregård i Åhus 55°55′18″N 14°17′41″Ö / 55.92167°N 14.29472°Ö
- Östarps gästgivaregård på Kulturens Östarp 55°36′34.66″N 13°33′30.22″Ö / 55.6096278°N 13.5583944°Ö

## Under 2010-talet stängda gästgivaregårdar
- Dalby gästgivaregård i Dalby, åter öppen 2020 55°39′50″N 13°20′47″Ö / 55.66389°N 13.34639°Ö
- Fjelkinge gästgivaregård i Fjälkinge 56°02′39″N 14°16′31″Ö / 56.04417°N 14.27528°Ö
- Hammenhögs gästgivaregård i Hammenhög, åter öppen 2018 55°30′00″N 14°08′33″Ö / 55.50000°N 14.14250°Ö
- Marieholms gästgivaregård (tidigare Åkarps gästgivaregård) i Marieholm 55°51′47″N 13°08′58″Ö / 55.86306°N 13.14944°Ö
- Stora Herrestads gästgivaregård i Stora Herrestad 55°28′29″N 13°52′25″Ö / 55.47472°N 13.87361°Ö
- Löddeköpinge gästgivaregård i Löddeköpinge 55°45′31″N 13°01′01″Ö / 55.75861°N 13.01694°Ö

## Platser med gästgivaregårdar 1718, vilka senare lagts ned
- Annelöv
- Bjärlöv
- Bjärnum
- Borrby
- Degeberga
- Eket
- Everlöv
- Felestad (Felestads socken)[1]
- Fleninge
- Gussnava, 12 kilometer nordväst om Ystad
- Hörby
- Klippan, tidigare benämnt Åby
- Klörup
- Kädarp, strax öster om Röke, mellan Örkelljunga och Hässleholm 56°14′15″N 13°32′27″Ö / 56.23750°N 13.54083°Ö
- Källna
- Kävlinge[2] Kävlinge gästgivaregård
- Ljungbyhed
- Lomma (nedbrunnet 1904) 55°40′46″N 13°04′10″Ö / 55.67944°N 13.06944°Ö
- Loshult
- Lyngsjö
- Lönshult, söder om Löberöd
- Marklunda
- Mörarp
- Ormastorp
- Reslöv
- Ringarp, sydost om Örkelljunga
- Röinge
- Rörum
- Saxtorp
- Simrishamn
- Skånes Tranås, nedbrunnen 1953 55°36′43″N 13°59′45″Ö / 55.61194°N 13.99583°Ö
- Sönnarslöv
- Tyringe
- Tågarp[1]
- Vanneberga
- Vittsjö
- Västra Vram
- Ystad
- Åstorp
- Örkelljunga[3] 56°16′51″N 13°16′37″Ö / 56.28083°N 13.27694°Ö
- Össjö
- Östraby

## Bildgalleri

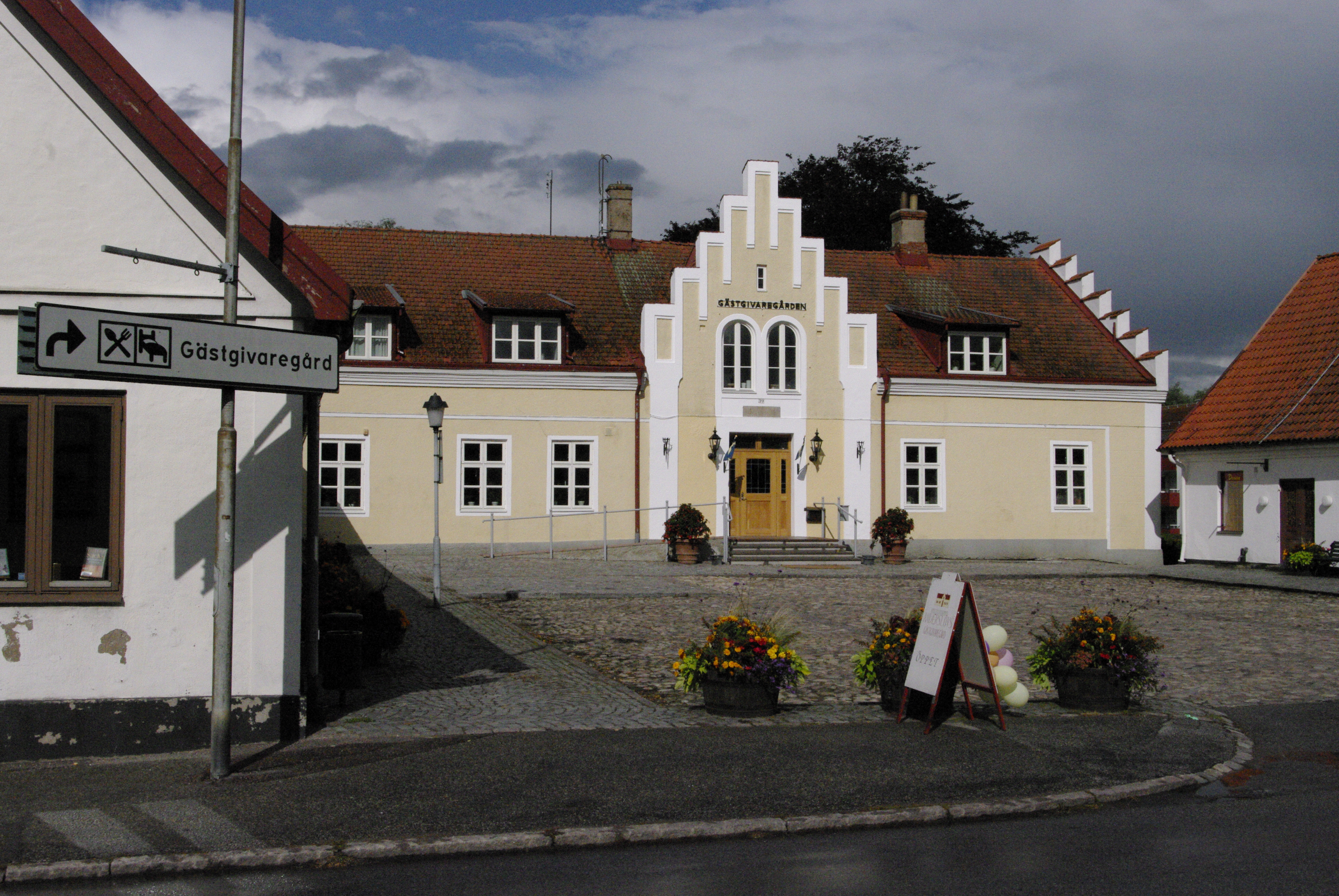
Anderslövs gästgivaregård
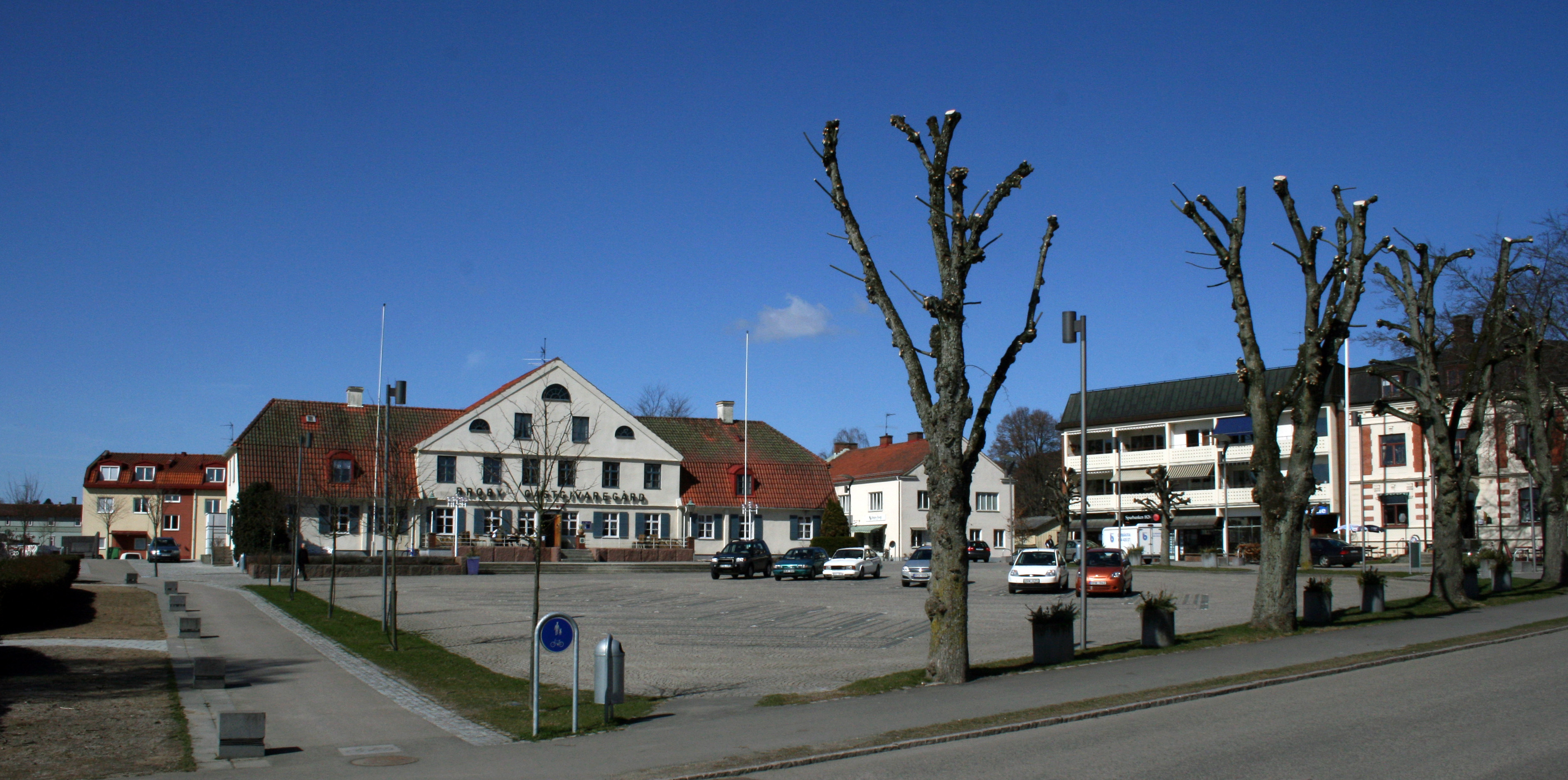
Broby gästgivaregård
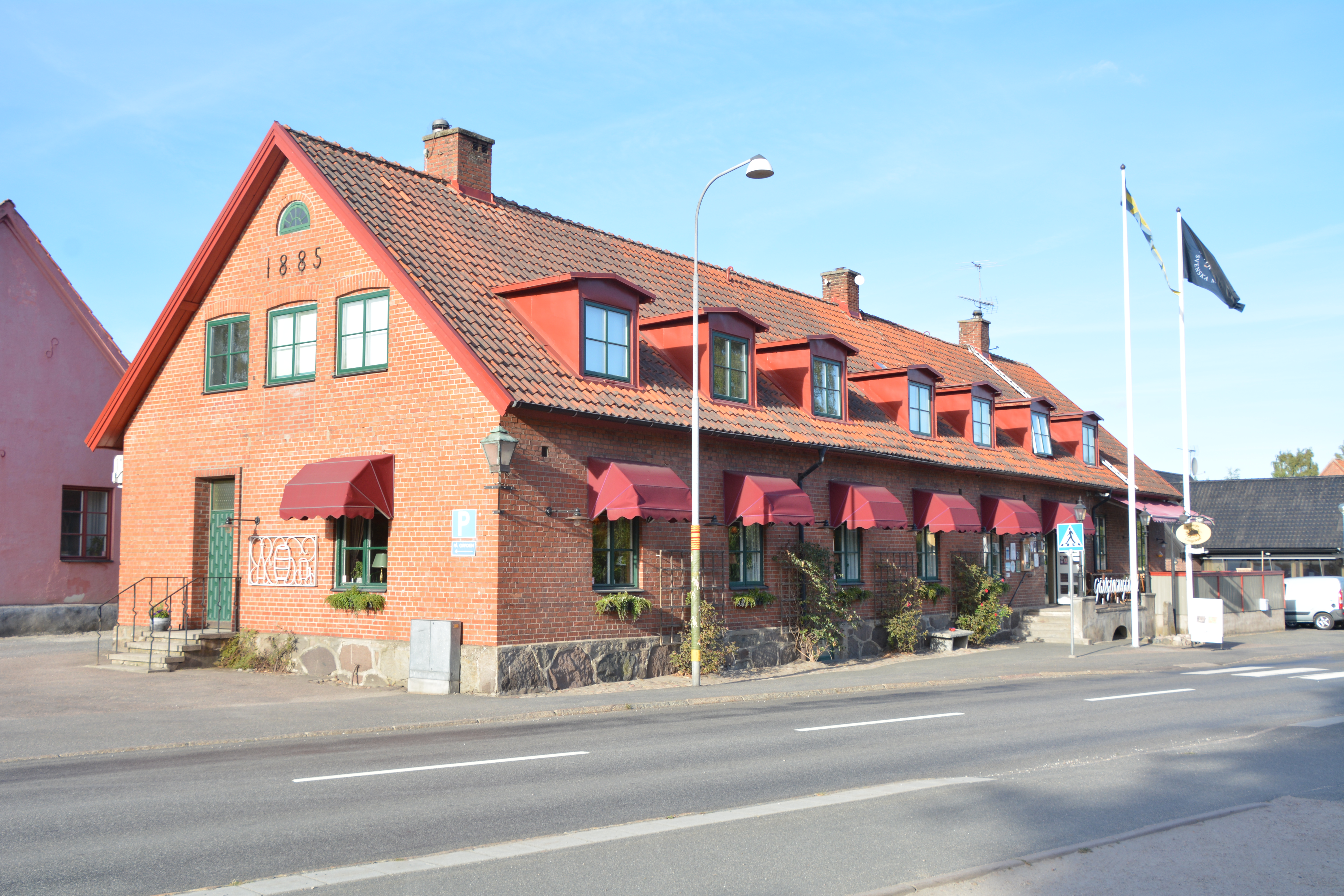
Brösarps gästgivaregård
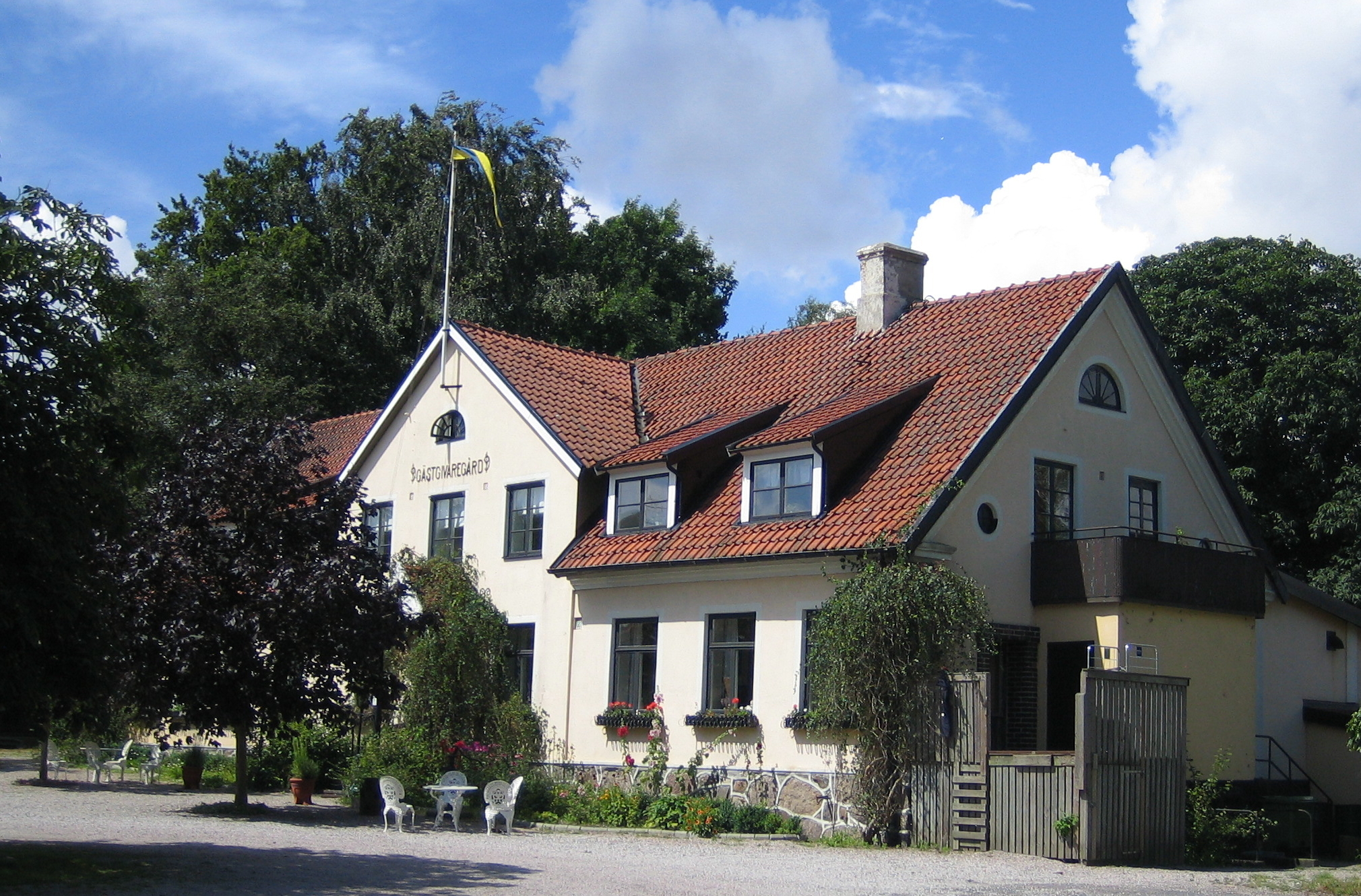
Hammenhögs gästgivaregård
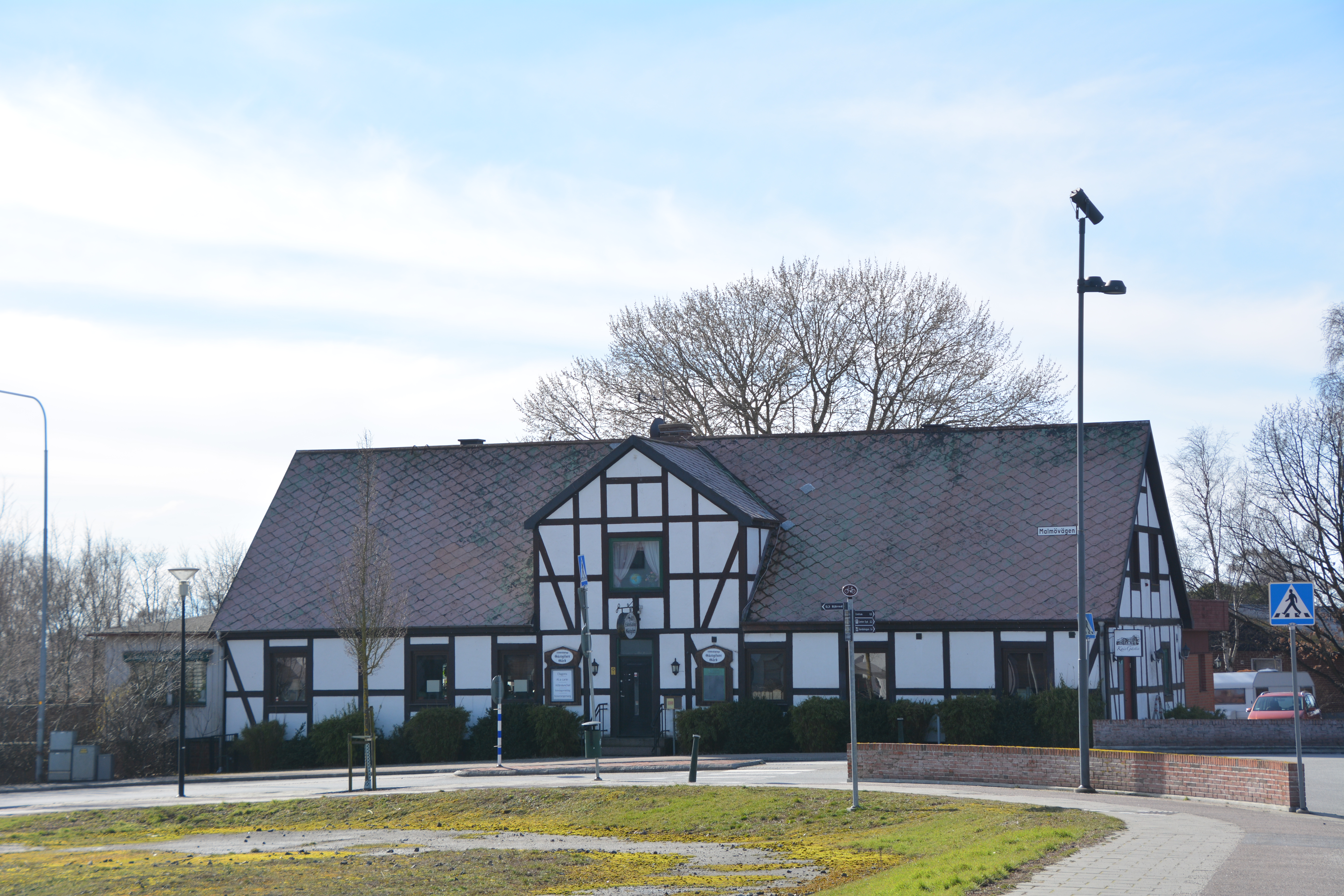
Löddeköpinge gästgivaregård
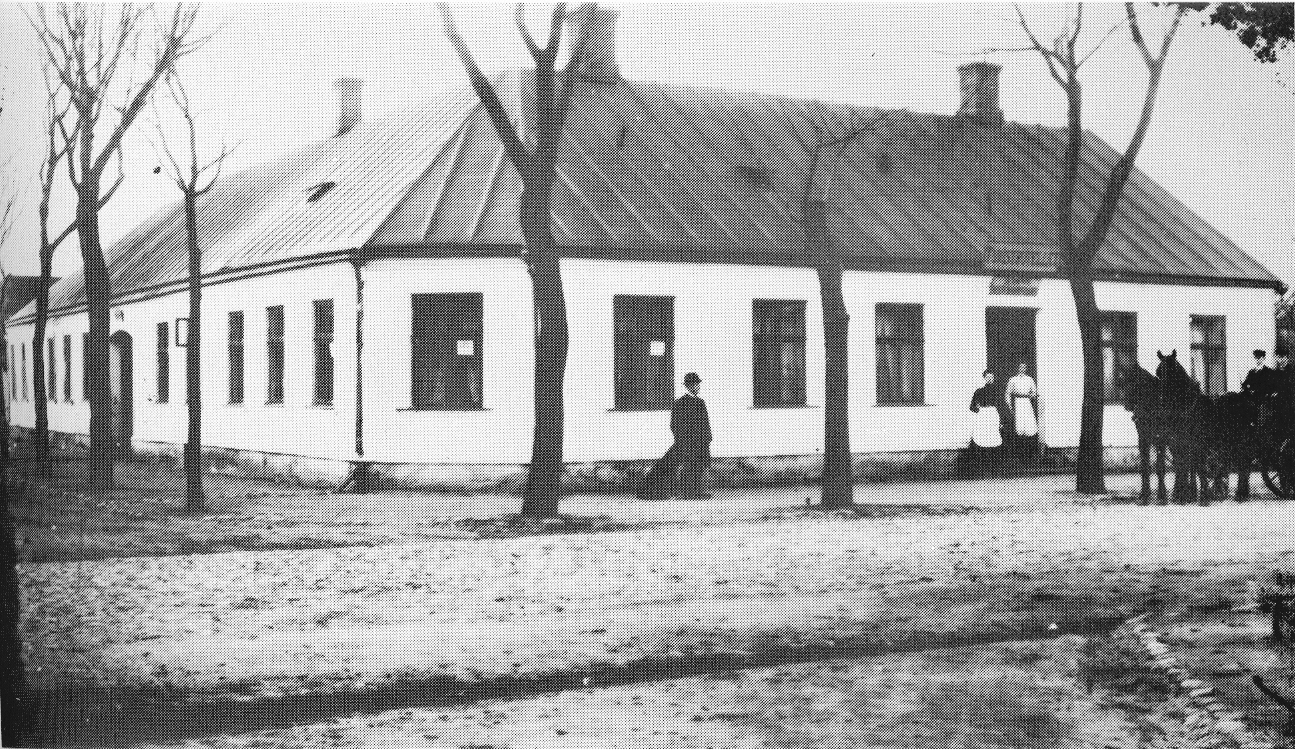
Skanörs gästgivaregård, tidigt 1900-tal
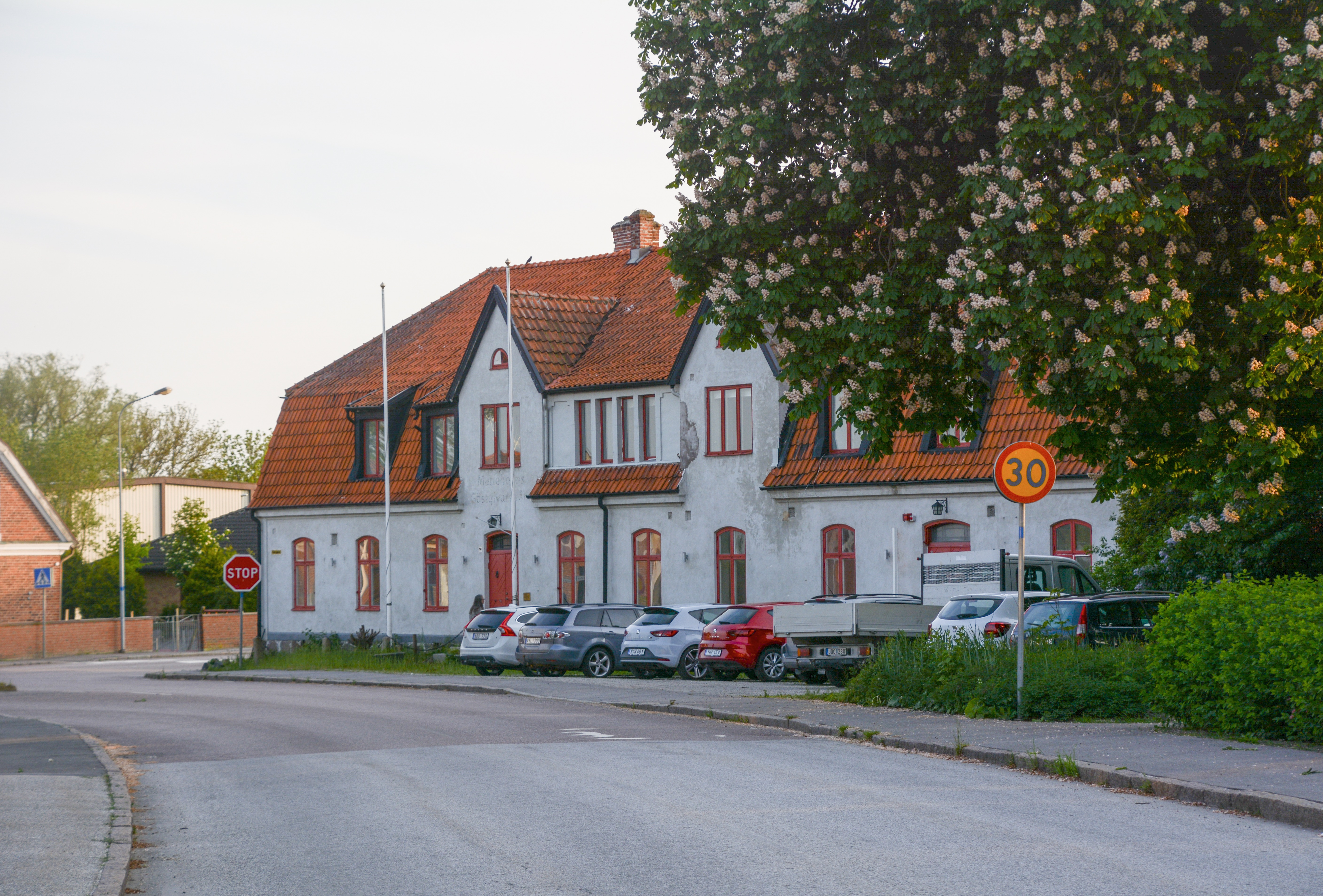
Marieholms gästgivaregård
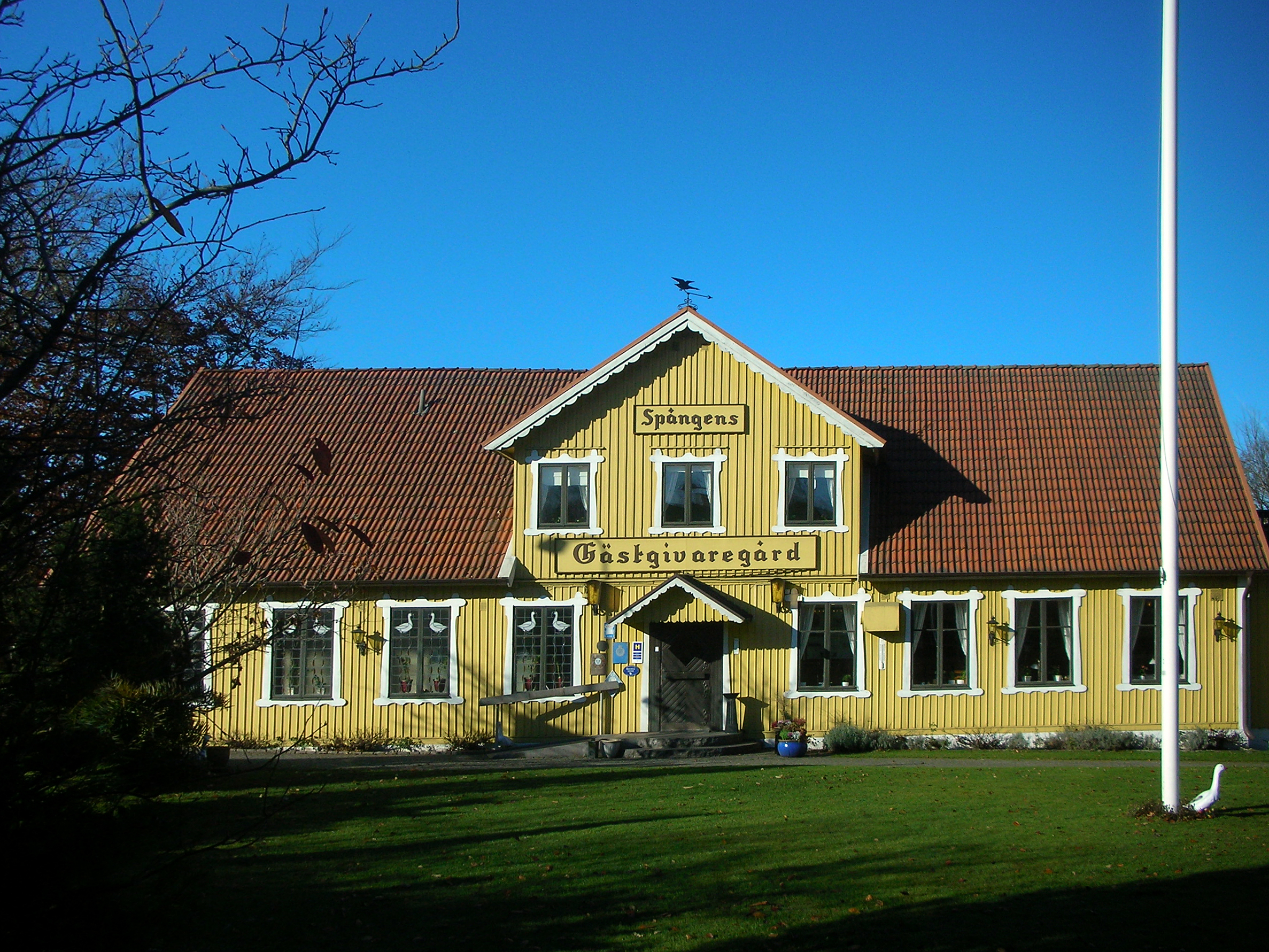
Spångens gästgivaregård
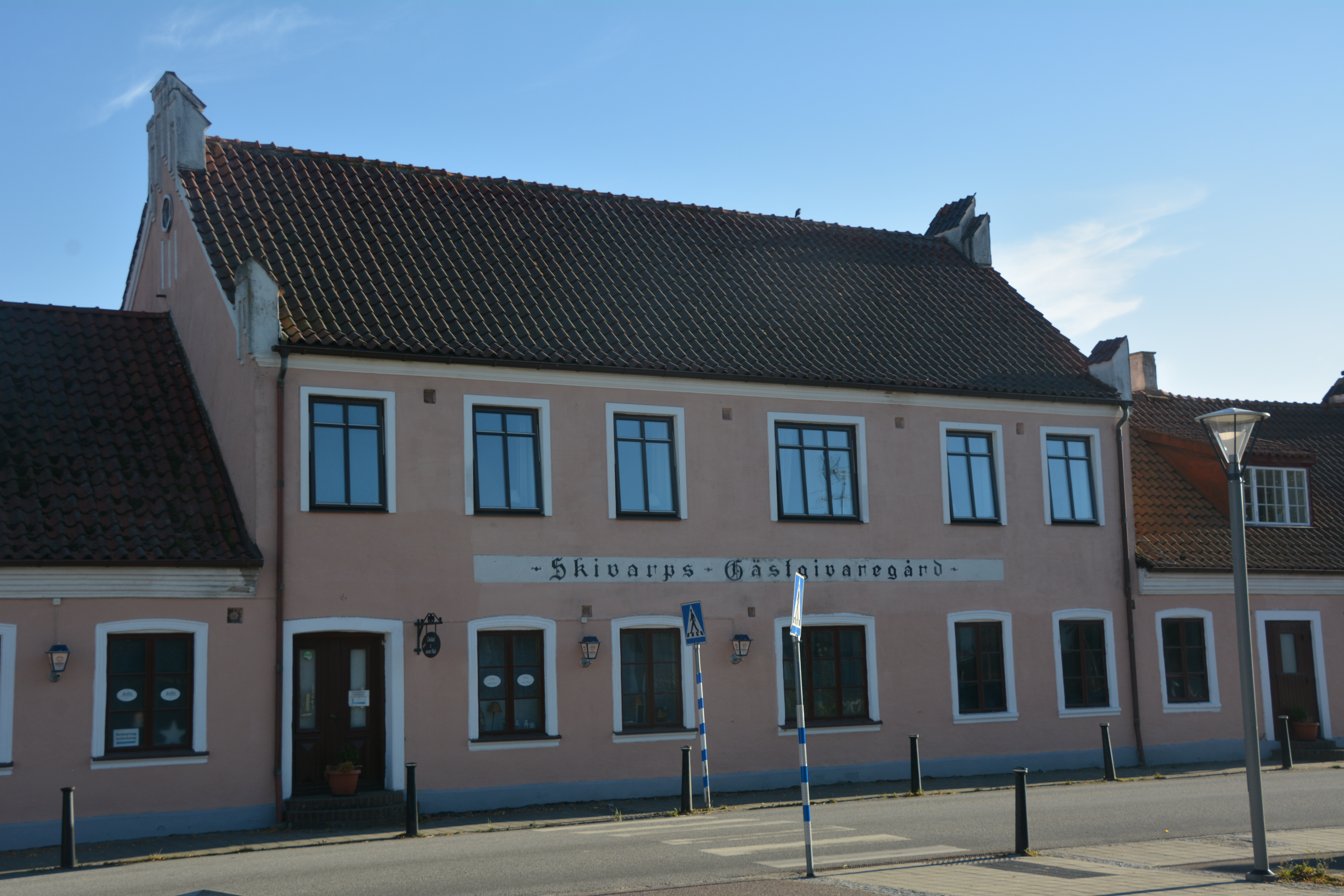
Skivarps gästgivaregård
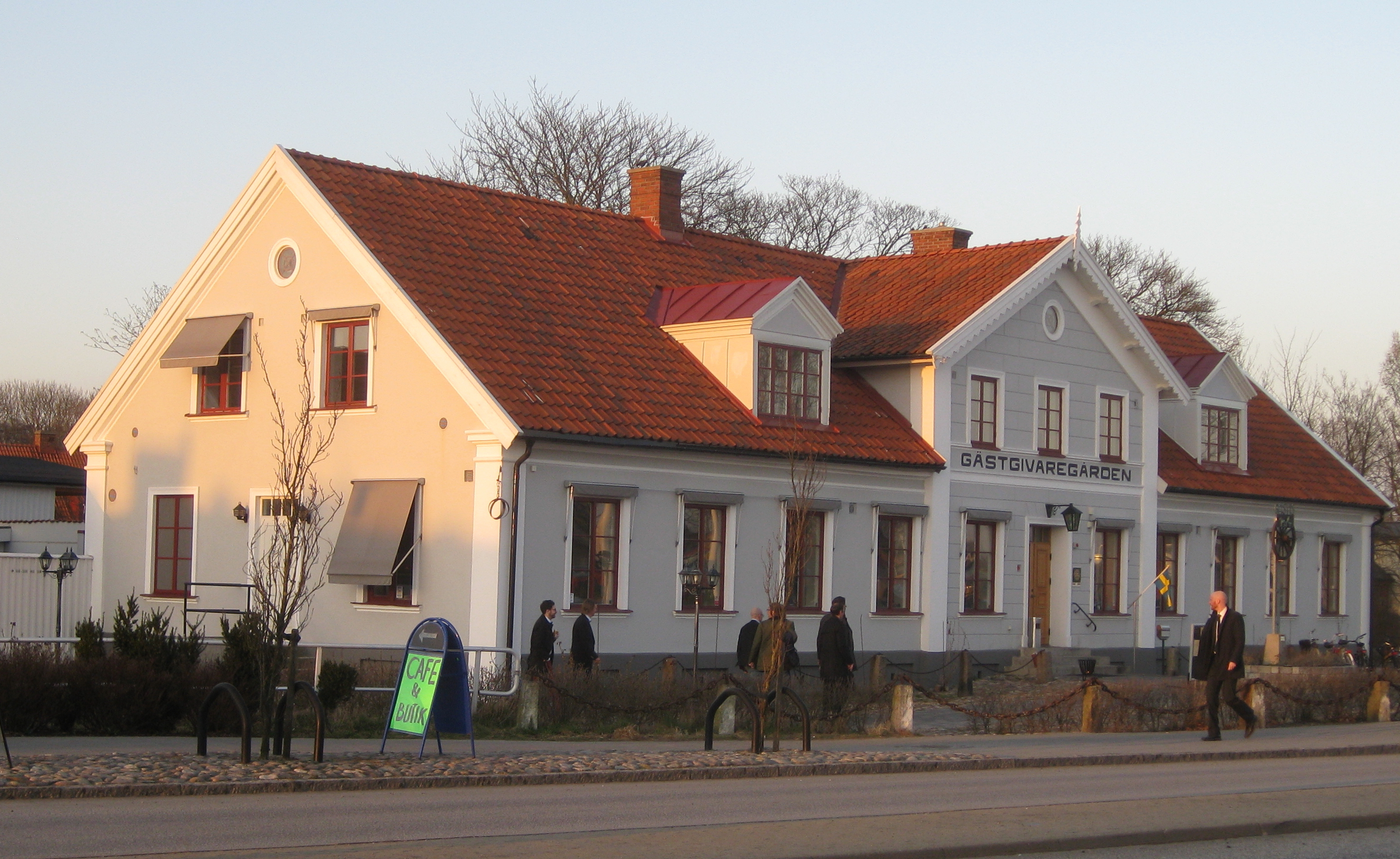
Staffanstorps gästgivaregård
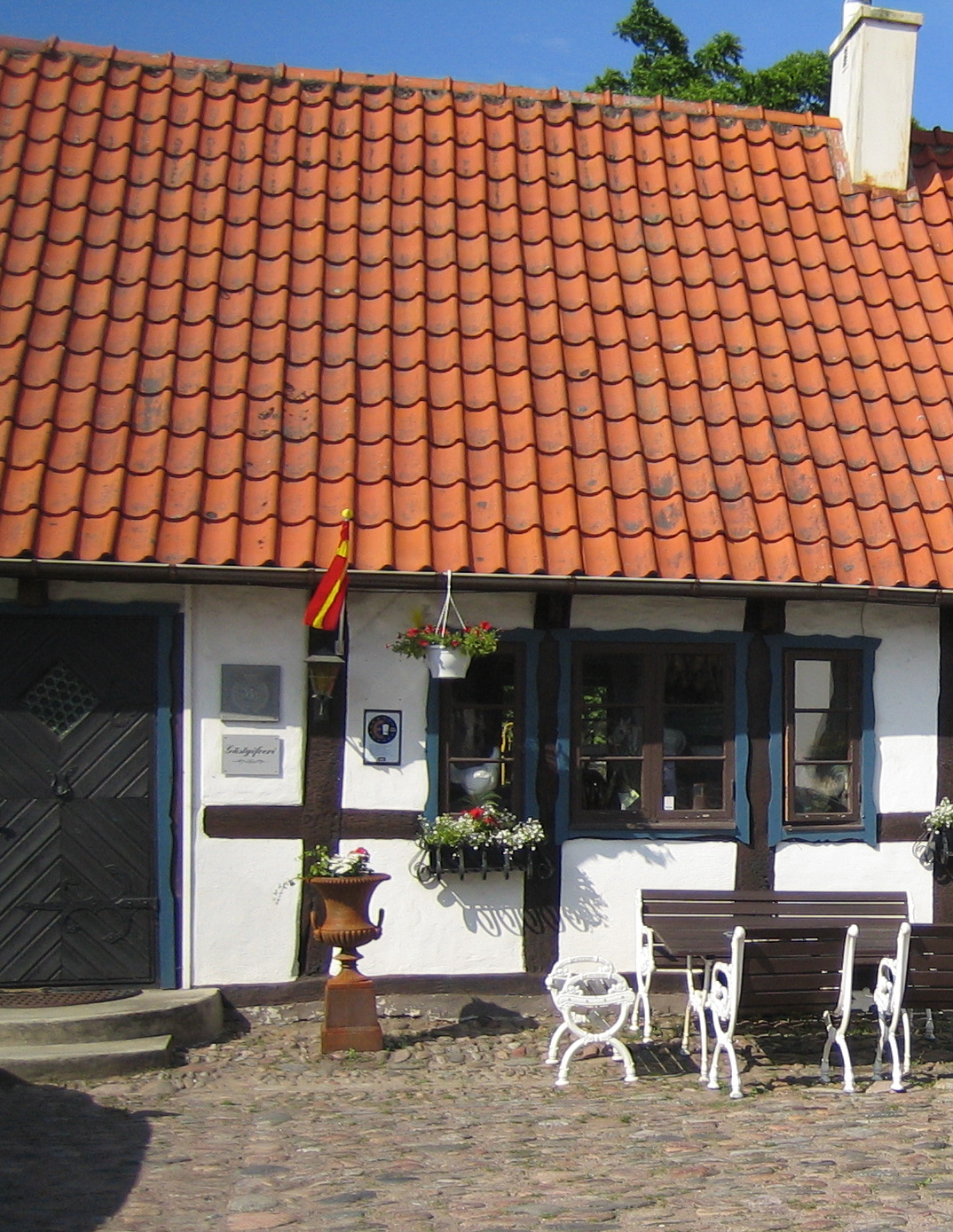
Tunneberga gästgivaregård
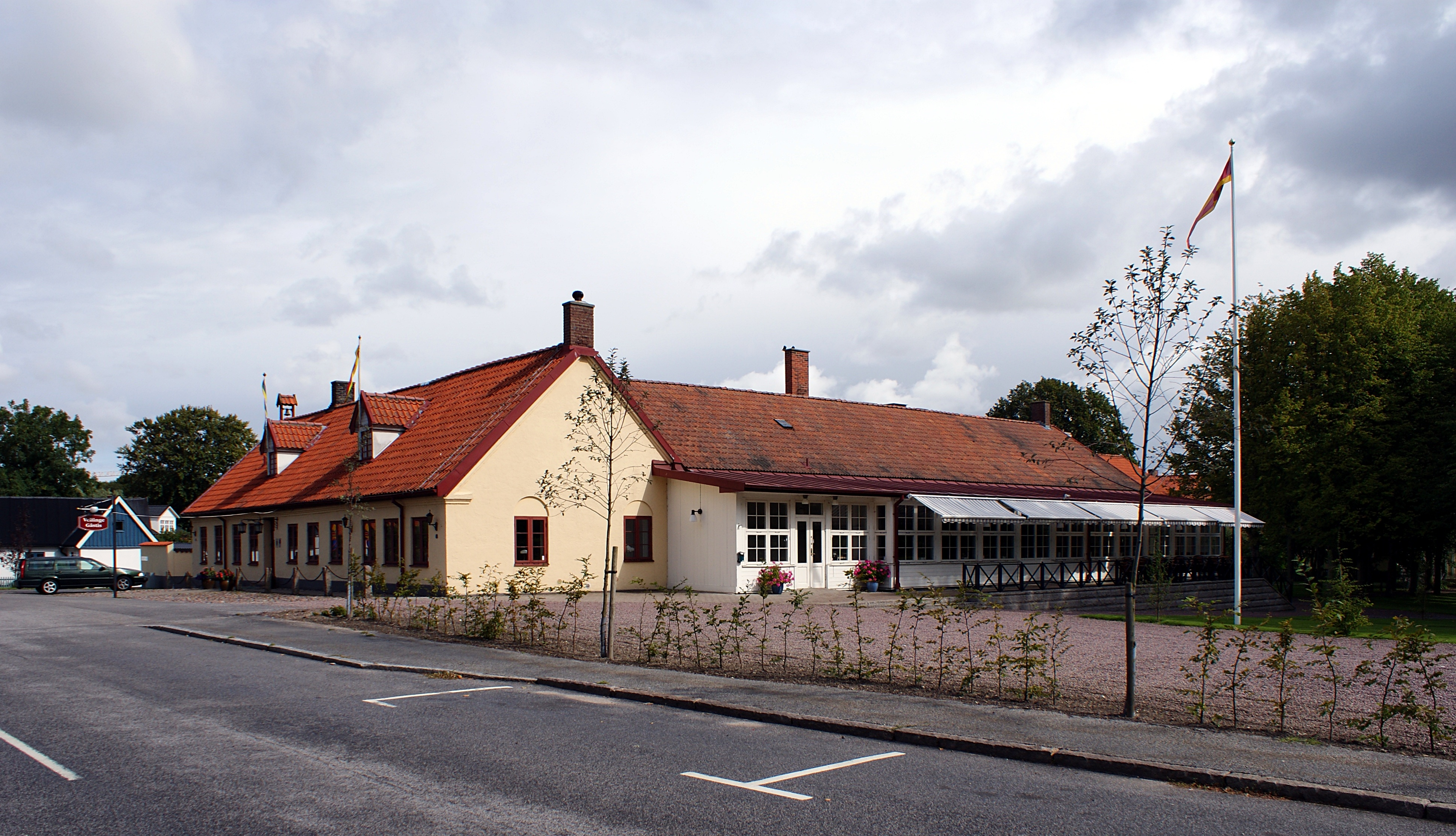
Vellinge gästgivaregård
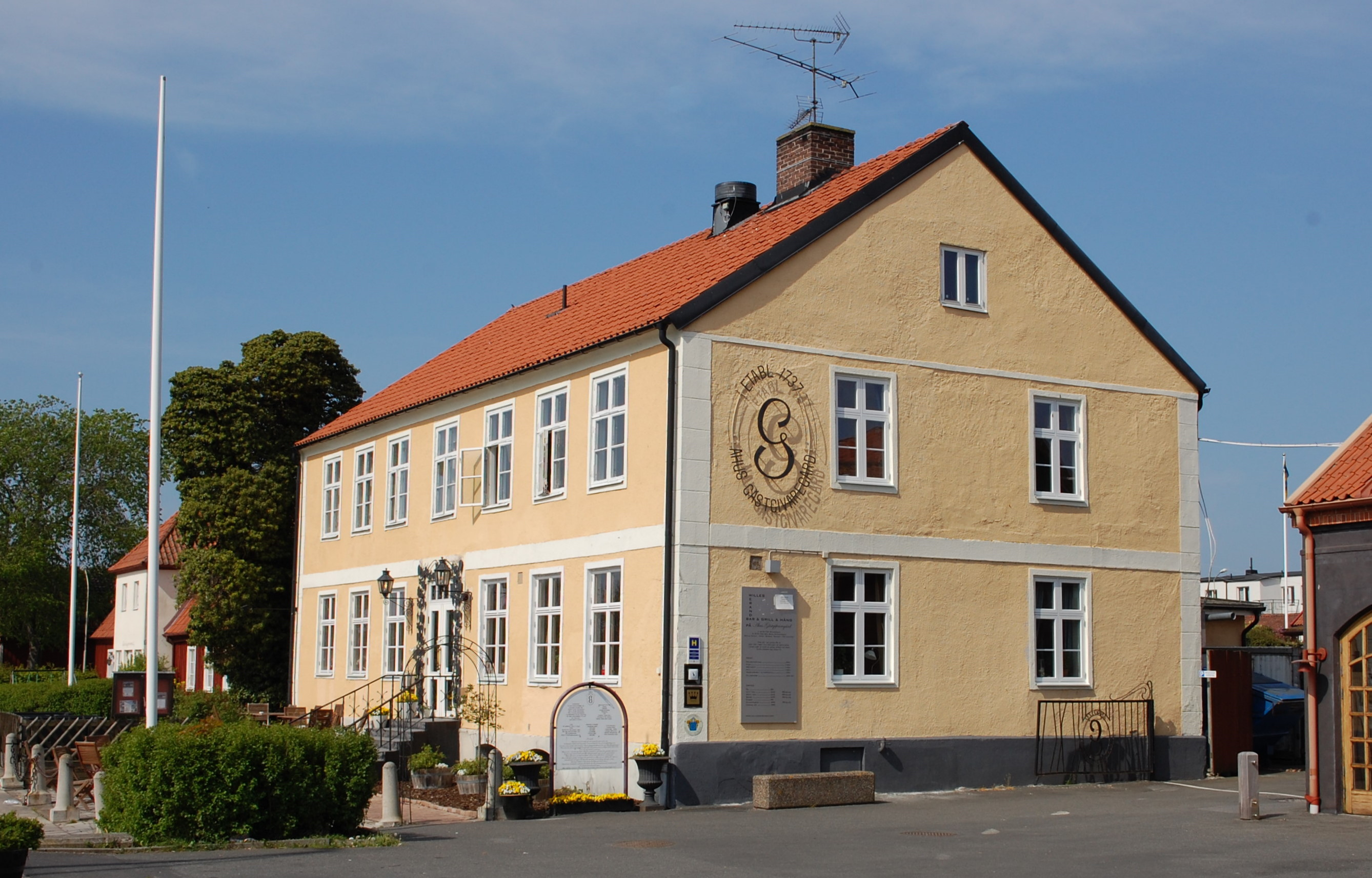
Åhus gästgivaregård
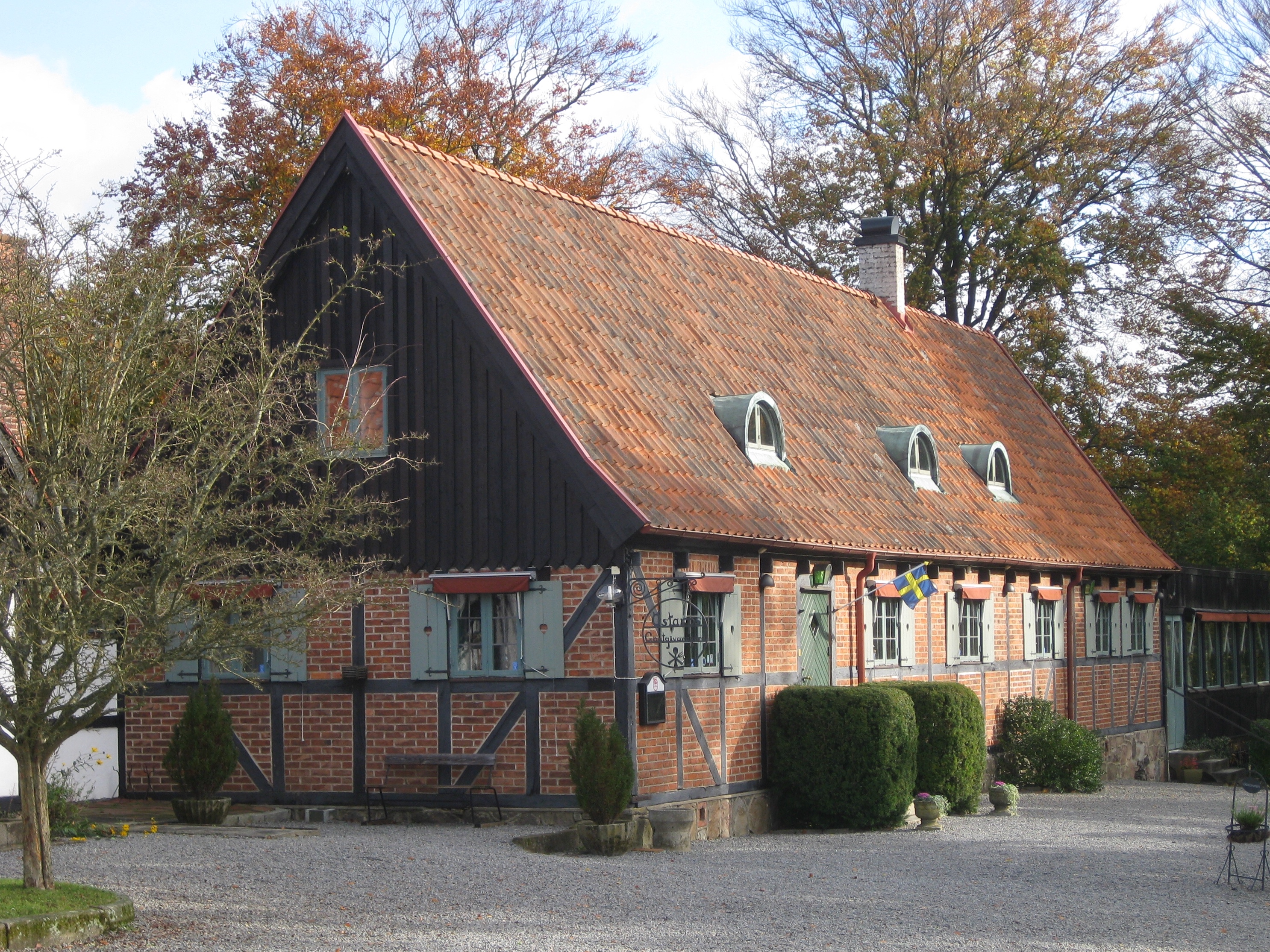
Östarps gästgivaregård

## Att läsa vidare
- Holger Nilén: Skånes gästgivaregårdar, Marieberg, Stockholm 1981, ISBN 91-7588-062-8